# Toledo EC
Der Toledo Esporte Clube ist ein Fußballverein aus Toledo, im brasilianischen Bundesstaat Paraná. Der Klub wurde am 10. Februar 2004 unter dem Namen Toledo Colônia Work gegründet. Der Name bezog sich auf zwei Sponsoren, die Biermarke Colônia einer Brauerei und des Dienstleisters Work. 2015 benannte man sich in Toledo Futebol um. Im August 2016 erfolgte ein neues Branding des Klubs. Er nahm den heutigen Namen an, änderte sein Logo und wählte ein Schwein als Maskottchen.

## Herrenfußball
2005 debütierte Toledo im Profifußball. Der Klub begann den Spielbetrieb in der Segunda Divisão der Staatsmeisterschaft von Paraná, deren zweiten Liga. Sein Einstand war erfolgreich. Im Heimspiel am 22. Mai empfing der Klub den Foz do Iguaçu und konnte diesen mit 2:0 besiegen. Am Ende der Meisterschaft im November fand sich Toledo im Finale gegen Galo Maringá wieder. Zwar unterlag man mit 1:3 und 2:3, hatte sich aber die Startberechtigung für die oberste Spielklasse im Folgejahr erworben. Seitdem tritt der Toledo in einer der Ligen der Staatsmeisterschaft an.
Über gute Platzierungen in dieser qualifizierte sich Toledo zur Teilnahme an nationalen Wettbewerben. So 2008 an der Série C, der dritten nationalen Liga und 2020 an der Série D, deren vierten. In dem Jahr nahm der Klub auch am nationalen Pokalwettbewerb, dem Copa do Brasil, teil. Im Copa do Brasil 2020 trat man in der ersten Runde gegen den Náutico Capibaribe an. Als im Ranking des nationalen Verbandes CBF schlechterer Klub hatte Toledo Heimrecht. Die Runde wurde nur in einem Spiel ausgetragen. Man unterlag mit 0:2 und schied aus dem Turnier aus. Weitere Auftritte auf nationaler Bühne erfolgten bislang nicht.

### Herren Teilnahme an Fußballwettbewerben
| Wettbewerb                           | Teilnahmen                                    |
| ------------------------------------ | --------------------------------------------- |
| Copa do Brasil                       | 01× – 2020                                    |
| Série C                              | 01× – 2008                                    |
| Série D                              | 01× – 2020                                    |
| Staatsmeisterschaft                  | 13× – 2006, 2008–2010, 2012–2014, 2016–2021   |
| Staatsmeisterschaft Segunda Divisão  | 07× – 2005, 2007, 2011, 2015, 2022–2023, 2025 |
| Staatsmeisterschaft Terceira Divisão | 01× –2024                                     |
| Staatspokal                          | 04× – 2007, 2008, 2015, 2017                  |

### Herren Erfolge
- Staatsmeisterschaft von Paraná: 2019
- Staatsmeisterschaft von Paraná – Segunda Divisão: 2007
- Staatspokal von Paraná – Finalist: 2015

## Frauenmannschaft
Im Oktober 2016 schloss Toledo eine Kooperation mit dem Ouro Verde Futebol Clube aus der Nachbarstadt Ouro Verde do Oeste für ein Engagement im Frauenfußball. Seit 2017 tritt eine Team in Staatsmeisterschaft von Paraná an. Über diese qualifiziert sich der Klub regelmäßig für nationale Wettbewerbe.

### Frauen Teilnahme an Fußballwettbewerben
| Wettbewerb                     | Teilnahmen            |
| ------------------------------ | --------------------- |
| Copa do Brasil                 | 1× – 2025             |
| Série A2                       | 3× – 2018, 2019, 2020 |
| Série A3                       | 3× – 2022, 2023, 2025 |
| Staatsmeisterschaft von Paraná | 8× – 2017–2024        |

### Frauen Erfolge
- Staatsmeisterschaft von Paraná – Vizemeisterschaft: 2017, 2018, 2019, 2021, 2022

## Futsal
Toledo schloss 2017 eine Partnerschaft mit dem Verein der Associação Toledana Amigos do Futsal, der Freunde des Futsal in Toledo um den Futsal in der Region zu etablieren und Bekanntheit des Klubs zu erhöhen. Der Verein unterhielt seit 2014 mit dem Toledo Futsal eine Mannschaft, welche an der Futsal Staatsmeisterschaft von Paraná teilnahm. Im Jahr 2018 wurde die Partnerschaft jedoch aufgelöst und Toledo Futsal ist nicht mehr mit dem Toledo EC verbunden.